# El oriental
El oriental es una serie de televisión argentina dirigida por Gerardo Mariani de 1982 y protagonizada por Alberto de Mendoza.  	

## El oriental
La trama se desarrolla en el Buenos Aires de inicios del siglo XX, El Oriental (Alberto de Mendoza), hace el rol de un hombre del bajo mundo porteño, en un mundo de intrigas políticas, búsqueda de poder y venganza. Lo llaman "El oriental" ya que en la trama él viene del Uruguay.

## Reparto
- Jorge Barreiro	como 	Carrozela Vidal.
- Eduardo Rudy	como 	Dr. Abelardo Bazán.
- Cecilia Cenci      como    Angélica Bazán.
- Edda Bustamante	como 	La Morena.
- Patricia Castell   como 	Señora Bazán.
- Héctor Fuentes	como 	Perro Florencio.
- Juan Vitali 	como 	Carlitos Bazán.